# Джексон, Деон
Деон Джексон (англ. Deon Jackson, 26 января 1946, Анн-Арбор, Мичиган, США — 18.04.2014, Чикаго, Иллинойс, США) — американский певец и автор композиций в стиле соул.

## Биография
Джексон родился в городе Анн-Арбор в 1946 году в семье Джорджа и Хелен Джексон. С детства увлекался игрой на кларнете и ударных инструментах. Учась в Ann Arbor High School заинтересовался джазом и создал студенческую вокальную группу, выступление которой однажды посетил профессиональный продюсер и радио-диджей Олли Маклафлин. Вскоре у Джексона вышел первый сингл с песней собственного сочинения «You Said You Love Me», а несколько позже — «Come Back Home». Оба сингла стали хитами в штате Мичиган. Джексон гастролировал по местным ночным клубам. Особой его удачей стала в 1966 году композиция «Love Makes the World Go Round», чуть позже к ней было написано ещё несколько песен, и выпущен LP-альбом. Композиция достигла 3 места в национальном чарте R&B Songs и 11 в The Billboard Hot 100. С ней исполнитель много путешествовал по США. На протяжении последующих десяти лет Джексон записал ещё несколько неплохих синглов, но успеха «Love Makes the World Go Round» повторить не смог.
Жил и выступа в Чикаго. В 1970-х работал в мюзиклах в театре Happy Medium. После ухода из шоу-бизнеса в начале 2000-х годов стал супервайзером в одной из высших школ в пригороде Чикаго, а также вёл факультативные занятия со студентами. Умер 18 апреля 2014 в возрасте 68 лет в результате кровоизлияния в мозг. У него осталась вдова Ким Джексон (второй брак, первый закончился разводом), 5 сыновей и 11 внуков.

## Дискография
- 1963 год — Hush Little Baby / You Said You Loved Me (Atlantic Records);
- 1964 год — Come Back Home / Nursery Rhymes (Atlantic Records)
- 1965 год — Love Makes The World Go Round / You Said You Loved Me (Carla Records) *
- 1966 год — I Can’t Do Without You / That’s What You Do To Me (Carla Records)
- 1966 год — Love Takes A Long Time Growing / Hush Little Baby (Carla Records)
- 1967 год — Ooh Baby / All On A Sunny Day (Carla Records)
- 1967 год — When Your Love Has Gone / Hard To Get Thing Called Love (Carla Records)
- 1968 год — I Need A Love Like Yours / I Can’t Go On (Carla Records)
- 1969 год — You Gotta Love / You’ll Wake Up Wiser Baby (Carla Records)
- 1972 год — I’ll Always Love You (Shout Records)
- 1975 год — Love Makes The World Go Round / I Can’t Go On (Contempo-Raries)
- 1975 год — Deon Jackson / Duals, The — Love Makes The World Go Round (Polydor)
- 1976 год — Capitols, The / Deon Jackson — Cool Jerk / Love Makes The World Go Round (Atlantic Records)
- 1980 год — Ohh Baby / When Your Love Has Gone (AVI Antiques)